# Simulium hightoni
Simulium hightoni är en tvåvingeart som beskrevs av Lewis 1961. Simulium hightoni ingår i släktet Simulium och familjen knott. Inga underarter finns listade i Catalogue of Life.